# Lou (voornaam)
Lou is een voornaam die zowel aan jongens als aan meisjes wordt gegeven. 
De naam is een variant van Lau of verkorte vorm van Lodewijk, via de Franse vorm Louis met als betekenis 'roemvolle strijder'. Een andere mogelijke verklaring van de afkomst is een verkorting van Laurentius, met als betekenis 'de gelauwerde'. 
Afgeleide naamvormen zijn Lau, Lauka, Laura, Laurette, Lode, Lodevicus, Lodewijk, Loek, Louis, Louisa, Louise, Louk, Lowie, Ludwig, Luigi, Luis, Wieke, Wies en Wiesje.

## Nederland
De naam kwam in 2017 als jongensnaam 313 maal voor als eerste naam en 165 maal als tweede naam. 
Als meisjesnaam werd de naam Lou in 2017 428 keer gegeven als eerste naam en 311 keer als tweede naam. De naam komt verspreid voor in Nederland. Vanaf ongeveer 2005 werd de naam in Nederland populair.

## Bekende naamdragers
- Lou (Louis) Jansen, Nederlandse communist en verzetsman
- Lou (zangeres), Duitse popzangeres
- Lou Adler, Amerikaanse producer
- Lou Albano,  worstelaar, manager en acteur
- Lou Andreas-Salomé, Duits-Russische psychoanalytica en schrijfster
- Lou Ann Barton, Amerikaanse blueszangeres, songwriter en producent
- Lou Asperslagh, Nederlandse graficus, glazenier, kunstschilder en dichter
- Lou Bandy, Nederlandse zanger en conferencier
- Lou Barlow, Amerikaanse gitarist, zanger en songwriter
- Lou Bega, Duitse zanger
- Lou Bennett, Amerikaanse jazzorganist
- Lou Benningshof, Nederlandse voetballer
- Lou Berghmans, Belgische director of photography
- Lou Bernstein, Amerikaanse fotograaf en docent.
- Lou Bertot-Marissal, graficus en architect
- Lou Blackburn, Amerikaanse trombonist
- Lou Bonin, Franse kunstenaar, regisseur en toneelspeler
- Lou Christie, Amerikaanse zanger en songwriter
- Lou Clemente, Amerikaanse drummer
- Lou Costello, Amerikaanse acteur en komiek
- Lou De Clerck, Belgische redacteur en bestuurder
- Lou Deprijck, Belgische zanger-performer en componist
- Lou Diamond Phillips, Amerikaanse acteur
- Lou Dijkstra, Nederlandse schaatser
- Lou Donaldson, Amerikaanse jazzsaxofonist en orkestleider.
- Lou Evers, Nederlandse leraar en schooldirecteur
- Lou Fellingham, Britse singer-songwriter en gebedsleidster
- Lou Ferrigno, Amerikaanse bodybuilder en acteur
- Lou Gare, Britse jazzsaxofonist
- Lou Geels, Nederlands acteur
- Lou Gehrels, Nederlandse biljarter
- Lou Gehrig, Amerikaans honkballer
- Lou Geluyckens, Belgische acteur en schrijver
- Lou Gramm, Amerikaanse rocksinger-songwriter
- Lou Grassi, Amerikaanse jazzdrummer
- Lou Harrison, Amerikaanse microtonaal componist
- Lou Hayward, Amerikaanse componist en muziekpedagoog
- Lou Henry Hoover, echtgenote van de Amerikaanse president Herbert Hoover
- Lou Hoefnagels, Nederlandse politicus
- Lou Hon Kei, Macause autocoureur
- Lou Horbach, Nederlands politicus
- Lou Jansen, Nederlandse verzetstrijder
- Lou Jones, Amerikaans atleet
- Lou Landré, Nederlands acteur
- Lou Levy, Amerikaanse jazzpianist
- Lou Lichtveld, Nederlands-Surinaamse schrijver, politicus en verzetsstrijder
- Lou Loeber, Nederlandse kunstschilderes
- Lou Lou Rhemrev, Nederlandse actrice en voice-over
- Lou Manche, Nederlandse beeldend kunstenaar
- Lou Marini, Amerikaanse saxofonist en componist
- Lou McGarity, Amerikaanse jazzzanger, -violist en -trombonis
- Lou Meijers, voormalig Engelandvaarder
- Lou Myers, Amerikaanse acteur
- Lou Onvlee, architect
- Lou Otten, Nederlandse voetballer en medicus
- Lou Ottens, Nederlandse ingenieur, uitvinder en manager
- Lou Pearlman, Amerikaanse manager en impresario
- Lou Perryman, Amerikaans acteur
- Lou Rawls, Amerikaanse zanger
- Lou Reed, Amerikaanse zanger
- Lou Romano, Amerikaanse acteur
- Lou Saalborn, Nederlandse regisseur, kunstschilder en musicus
- Lou Salome, Duits-Russische psychoanalytica en schrijfster
- Lou Salvador, Filipijns basketballer, acteur en regisseur
- Lou Scheimer, Amerikaanse tekenaar en producent van animatiefilms
- Lou Schuyer, Nederlandse cellist
- Lou Smeets, Nederlandse tuinarchitect en cultuurtechnicus
- Lou Smog, Belgische striptekenaar
- Lou Steenbergen, Nederlandse acteur
- Lou Stein, Amerikaanse jazzpianist
- Lou Stonebridge, Britse zanger en toetsenist
- Lou Strik, Nederlandse graficus, illustrator en tekenaar
- Lou Taylor Pucci, Amerikaanse acteur
- Lou Tellegen, Nederlands-Amerikaans acteur en regisseur
- Lou Thesz, Amerikaanse worstelaar
- Lou Tseng-Tsiang, Chinese minister
- Lou Vorst, Nederlandse opperrabbijn
- Lou Voster, Nederlands politicus
- Lou Wallaert, Belgische voetballer
- Lou Yun, Chinese turner
- Lou de Clerck, Belgische redacteur en bestuurder
- Lou de Jong, schrijver
- Lou de Palingboer, de leider van een kleine sekte
- Lou de Visser, Nederlands politicus
- Lou Harrison, Amerikaanse componist
- Lou van Burg, Nederlandse showmaster en entertainer
- Lou van Ravens, Nederlandse voetbalscheidsrechter
- Lou van Rees, Nederlandse impresario

Personages
- Eddie en Lou, uit The Simpsons
- Lou Grant, filmpersonage uit de gelijknamige dramaserie
- Lou Swertvaeghers, uit Thuis